# Polybotrya aspleniifolia
Polybotrya aspleniifolia là một loài dương xỉ trong họ Dryopteridaceae. Loài này được Pr. mô tả khoa học đầu tiên năm 1836.
Danh pháp khoa học của loài này chưa được làm sáng tỏ. 